# كورتيس هيرتل
كورتيس هيرتل هو سياسي أمريكي، ولد في 7 مارس 1953 في ديترويت في الولايات المتحدة، وتوفي في 27 مارس 2016. نشط حزبياً في الحزب الديمقراطي.